# Le Siège de Saint-Sébastien
Le Siège de Saint-Sébastien est une peinture conservée au musée San Telmo à Saint-Sébastien. Elle représente le siège de Saint-Sébastien en 1813 et a été créée par un auteur inconnu au cours du XIXe siècle.
Le siège de Saint-Sébastien a eu lieu à la fin de la guerre d'indépendance espagnole, alors que l'armée française battait en retraite vers la France, du 7 juillet 1813 au  8 septembre. Le siège se termina par la destruction et l'incendie de la ville entière.

## Sources
- (en) Cet article est partiellement ou en totalité issu de l’article de Wikipédia en anglais intitulé « The siege of San Sebastian (1813) » (voir la liste des auteurs).